# Maddie Baillio
Madelyn Marie Baillio, detta Maddie (Lake Jackson, 15 febbraio 1996), è un'attrice statunitense.

## Biografia
Ha fatto il suo esordio sul piccolo schermo nel 2016 interpretando la protagonista Tracy Turnblad nel film TV Hairspray Live!. Due anni dopo ha recitato nel film di Netflix Voglio una vita a forma di me, mentre nel 2021 ha interpretato la sorellastra Narissa nel film Cenerentola con Camila Cabello, Idina Menzel e Billy Porter.

## Filmografia

### Cinema
- Voglio una vita a forma di me (Dumplin'), regia di Anne Fletcher (2018)
- Cenerentola (Cinderella), regia di Kay Cannon (2021)

### Televisione
- Hairspray Live! – film TV, regia di Kenny Leon (2016)